# الهيبة الرد (مسلسل)
الهيبة الرد هو الجُزء الرابع من مسلسل الهيبة السوري اللبناني، وكان قد سبقه الهيبة الحصاد في رمضان 1440 هـ. كان من المُقرر عرضه في موسم رمضان 1441 هـ، ولكن تأجل عرضه بسبب جائحة فيروس كورونا 2019–20 التي أثرت على جميع دول العالم. أُعلن في نهاية سبتمبر 2020، أنَّ مسلسل الهيبة الرد سيُعرض في بداية نوفمبر 2020.
يذكر مُلخص العمل أنَّ «يعود جبل إلى حياته بعد محاولة اغتياله، وفقده لزوجته وابنه، محاولا الكشف عن الجناة، وتتصاعد الأحداث عندما يكتشف أشياء لا يُحمد عقباها».

## العرض
أثرت جائحة فيروس كورونا 2019–20 على جميع مناحي الحياة بشكلٍ كبيرٍ، وخصوصًا في ظل حالة الحجر المنزلي والإجراءات الوقائية التي فُرضت على مُعظم سكان العالم. تسببت الجائحة بآثارِ كبيرةٍ على السينما، حيث عانى العديد من المُنتجين والممثلين من أزمةٍ بعدم إنهاء المسلسلات المُقرر عرضها في موسم رمضان 1440 هـ، حيث طال الأمر مسلسل الهيبة، فكان قد طلب مُنتج المسلسل صادق الصباح تأجيل تصوير الجزء الرابع من المسلسل إلى تاريخٍ غير محدد؛ وذلك بسبب تأخر إنجاز المشاهد الرئيسة التي يجب أن تكون في الحلقات الأولى، خصوصًا أنَّ الممثلتين منى واصف وروزينا لاذقاني كانتا موجودتان في دمشق، وبالتالي لم تتمكنان من السفر إلى لبنان بسبب إغلاق الحدود اللبنانية السورية نتيجةً للجائحة. وكان تيم حسن قد علق على التأجيل «جبل في قيلولة خارج رمضان.. حبايبنا رح نعلمكم بتوقيت عرض الهيبة الرد لاحقا وفور تحديده ان شاء الله وصحتكم بالدنيا».
أعلن مُنتج المسلسل صادق الصباح في 18 يونيو 2020 عبر تغريدةٍ في حسابه الرسمي على موقع تويتر عن انتهاء تصوير الجزء الرابع من مسلسل الهيبة، وكان قد أعلن أنَّ موعد العرض سيكون خلال موسم رمضان 1442 هـ على عدة قنواتٍ عربية. قُوبل تأجيل العرض إلى موسم رمضان في السنة القادمة إلى ردود فعلٍ سلبية.
في 28 سبتمبر 2020 أعلن المُنتج صادق الصباح عبر حسابه الرسمي في موقع تويتر تتضمن «العمل المنتظر #الهيبة_الرد يبصر النور بداية شهر نوفمبر على مجموعة من القنوات العربية والمنصات الإلكترونية...»، وفي 29 سبتمبر 2020 أعلن تيم حسن عبر حسابه الرسمي في موقع انستجرام، أنَّ مسلسل الهيبة الرد سيُعرض في نوفمبر 2020 عبر شاهد.نت، قائلًا: «الهيبة الرد- نوفمبر 2020 على شاهد vip».
نُشر برومو المسلسل في 9 أكتوبر 2020، وأنَّ شارة البداية ستكون من غناء ناصيف زيتون.

## التأليف
يُعد باسم سلكا مؤلف الجزء الثاني والثالث للمسلسل، ولكن بسبب إخراجه مسلسل العميد، أُسندت مهمة الجزء الرابع من مسلسل الهيبة للمؤلف فؤاد حميرة. كانت جريدة النهار اللبنانية قد نشرت في أكتوبر 2019 خبرًا أنَّ فؤاد قد انسحب من التأليف بسبب خلافاتٍ حول الحكاية والتطورات التي ستشهدها شخصية جبل شيخ الجبل. كما نشرت جريدة الأخبار اللبنانية في نفس الشهر خبرًا أنه قد حصل خلاف بين تيم حسن وصنّاع العمل، وذلك لطلبه تغيير ما كُتب حول شخصية جبل وبعض الأحداث التي ستُعرض. ولكن لم يصدر أي تصريح ينفي ما نشرته الصحيفتان.

## طاقم العمل
مسلسل «الهيبة الرد» من إنتاج شركة سيدرز آرت برودكشن للمُنتج صادق الصباح، وإخراج سامر برقاوي، وتأليف فؤاد حميرة.

### الممثلون المشاركون
- تيم حسن بدور (جبل شيخ الجبل)
- ديمة قندلفت بدور (رانيا عمران)
- عادل كرم بدور (نمر السعيد)
- منى واصف بدور (ناهد عمران)
- أويس مخللاتي بدور (صخر شيخ الجبل)
- روزينا لاذقاني بدور (منى شيخ الجبل)
- عبدو شاهين بدور (شاهين شيخ الجبل)
- ختام اللحام بدور (هناء شيخ الجبل)
- فاليري أبو شقرا بدور (مريم شيخ الجبل)
- ناظم عيسى بدور (أبو علي)
- ليلى قمري بدور (أم علي)
- ولاء عزام بدور (مروة)
- سعيد سرحان بدور (علي شيخ الجبل)

## روابط خارجية
- الهيبة الرد على موقع IMDb (الإنجليزية)
- الهيبة الرد على موقع قاعدة بيانات الأفلام العربية
- الهيبة الرد على موقع كينوبويسك (الروسية)